# Lennart Ahlin
Erik Lennart Ahlin, född 26 juli 1916 i Grästorp, död 12 juli 1995 i Vänersborg, var en svensk sportskytt. Han tävlade för JSK Nimrod och Vänersborgs SpSK.
Ahlin tävlade för Sverige vid olympiska sommarspelen 1964 i Tokyo, där han slutade på 16:e plats i trap. 
Ahlin blev svensk mästare i Trap 1964, 1965 och 1966. Han vann även SM-guld i Skeet 1959. År 1964 tilldelades Ahlin Stora grabbars märke.
Lennart Ahlin är begravd på Strandkyrkogården, Vänersborg.